# 파리-사클레 대학교
파리-사클레 대학교(프랑스어: Université Paris-Saclay)는 일드프랑스에 위치한 프랑스의 국립 대학이다. ARWU 세계 대학 학술 순위에 상위 10위권 진입을 목표하는 연구중심 종합대학으로, 프랑스의 대표적인 연구기관, 그랑제콜 및 일부 공립대학을 통합하여 2014년 12월 공식 설립, 2015년 개교하였다. 2023년 10월부터 이 대학은 항공우주 분야의 이중 학위를 위해 IPSA의 파트너가 되었다.

## 창립멤버
- 대학교 :
  - 파리제11대학 (Université Paris-Sud) - 이공학, 의학, 법학
  - 베르사유 대학 (UVSQ : 파리제6대학 및 파리제10대학) - 종합
- 그랑제콜 :
  - 고등사범학교 (파리) - 인문, 자연학
  - 에콜 상트랄 (파리) - 이공학
  - 에콜 폴리테크니크 - 이공학
  - 수펠레크 (Supélec) - 이공학
  - 쉬프옵티크 (SupOptique) - 이공학
  - ENSTA ParisTech - 이공학
  - Agro ParisTech - 이공학
  - Télécom ParisTech - 이공학
  - Télécom SudParis - 이공학
  - HEC Paris - 상경학
  - ENSAE ParisTech - 상경학
- 연구소 :
  - 프랑스 원자력 및 대체에너지 위원회 (CEA)
  - 프랑스 국립과학연구센터 (CNRS)
  - 프랑스 고등과학연구소 (IHÉS)
  - 프랑스 보건의료연구소 (INSERM)
  - 프랑스 농업생명과학연구소 (INRA)
  - 프랑스 정보학 및 자동화 연구소 (INRIA)
  - 프랑스 국립항공우주연구소 (ONERA)